# Музей русских суеверий

Статуэтка Коровьей смерти из собрания музея

Музей русских суеверий, расположенный в Калининградской области Российской Федерации, посвящён русскому фольклору: духам славян, персонажам сказок и разных народных поверий.
Основатель и хранитель открытого в 2002 году музея — самодеятельный художник, резчик по дереву, автор двух книжек Михаил Семёнов. Именно он создал экспонаты музея: деревянные фигуры Бабы-Яги, Кикиморы, Лешего и многих других — всего в музее около 80 экспонатов.
Музей первоначально был расположен на Куршской косе, в районе посёлка Лесной. Стилизованный под русскую старину дом, в котором и размещался музей, находится в непосредственной близости от Музея природы Куршской косы.
В 2008 году коллекция музея русских суеверий была перевезена на выставку в Калининградский историко-художественный музей.
С июня 2008 года коллекция музея находилась в посёлке Янтарном, в музее «Янтарный замок».
В октябре 2012 года музей вернулся на Куршскую косу и в настоящее время находится на 14-м километре шоссе Зеленоградск—Клайпеда на территории визит-центра «Музейный комплекс».
С 2018 года в музее суеверий на втором этаже экспонируется новая коллекция «Земляки». Она посвящена людям, с XIII в. живущим на территории, прежде называвшейся Восточной Пруссией. Коллекция насчитывает уже около сорока фигурок, выполненных в дереве и керамике, и пополняется по мере изучения материала.